# 1968年5月 (絵画)
『1968年5月』（1968ねん5がつ、英: May 1968）はジョアン・ミロが1968年から1973年にかけて制作した絵画。バルセロナのミロ美術館が所蔵している。これはフランスで1968年に起こった五月革命に触発された作品である。

## 来歴
ジャック・デュパンは、この作品の背景を次のように語っている。
1968年5月、バルセロナ大聖堂の声明を用意するため私はパリに到着した。私はミロと話し、私の熱意、不安、野心的な春の駆け引きと挑戦について語った。ミロは絵を描き始めたが、それが完成するまで5年かかった。斑点、引っ掻いた跡、手形、黒い色使いは、この作品のきっかけである彼との対話の証である。
この「沸騰した」時代の絵画群は、ミロ75歳時の回顧展（マーグ美術館、ミロ美術館、バルセロナ大聖堂、ミュンヘンのハウス・デア・クンスト）で展示された。
当時、ミロの作品は評判となっていた。特に1973年、画布をナイフで引き裂きガソリンで燃やした連作は大きな反響を呼んだ。

## 背景
1968年の春、ソルボンヌとナンテールの大学生たちがほぼ一ヵ月半にわたりストライキ運動を続けた。これに刺激されて労働者たちのストライキも始まり、いわゆる五月革命と呼ばれる運動となった。ミロはこの運動に共感し、『1968年5月』を制作した。

## 解説
絵は白を背景とし、この時期を特徴づける青、赤、緑、黄、橙の鮮やかな模様が描かれている。そしてそれらの色の取り合わせに太い黒線が叩きつけられ、さらに大きな黒い斑点が乗せられている。黒が滴る線を指で描き、インク玉をぶつけたか黒スプレーを吹きつけたかのような効果を出している。

## 主な展示
| 年     | 会場               | 都市           | 出典     |
| ------ | ------------------ | -------------- | -------- |
| 1974年 | グラン・パレ       | パリ           | núm. 185 |
| 1975年 | ミロ美術館         | バルセロナ     | núm. 82  |
| 1978年 | スペイン現代美術館 | マドリード     | núm. 84  |
| 1979年 | オルサンミケーレ   | フィレンツェ   | núm. 40  |
| 1980年 | 近代美術館         | メキシコシティ | núm. 61. |
| 1985年 | ディアマンティ宮   | フェラーラ     | núm. 12  |

## 関連文献
- Clavero, Jordi.J (2010), Fundació Joan Miró. Foundation's Guide, Barcelona: Polígrafa, ISBN 978-84-343-1242-5
- Jacques, Dupin (2002), Miró Catalogue raisonné. Paintings. Volume IV :1959-1968, Paris: Daniel Lelong Éditeur, ISBN 2-86882-056-5, DL B.10.061. 2010
- Walter, Erben (1/03/2004), Miró, Taschen, ISBN 978-3-8228-2358-3